# Aura (Fair Warning)
Aura è il sesto album dei Fair Warning.

## Tracce
1. Fighting for Your Love
2. Here Comes The Heartache
3. Hey Girl
4. Don't Count on Me
5. Falling
6. Holding On
7. Walking on Smiles
8. Someday
9. It Takes More
10. As Snow White Found Out
11. Station to Station

## Formazione
- Tommy Heart (voce)
- Helge Engelke (chitarra)
- Ule Ritgen (basso)
- C.C.Behrens (batteria)